# Micropsectra borealis
Micropsectra borealis är en tvåvingeart som först beskrevs av Jean-Jacques Kieffer 1922.  Micropsectra borealis ingår i släktet Micropsectra och familjen fjädermyggor.
Artens utbredningsområde är Northwest Territories, Kanada. Arten är reproducerande i Sverige. Inga underarter finns listade i Catalogue of Life.